# Rose Wylie
Rose Wylie (Kent, 14 de octubre de 1934) es una pintora británica, conocida por el tamaño extraordinario de sus telas.

## Biografía
Wylie nació en Kent, el 14 de octubre de 1934. Estudió en la Dover School of Art de 1952 a 1956 y luego se graduó en el Royal College of Art con un MA, en 1981. Se casó con Roy Oxlade, también pintor, e inicialmente, Wylie abandonó la pintura para criar a sus hijos. Más tarde, trabajó en su cabaña de Kent, produciendo pinturas extremadamente grandes en lienzos sin estirar, sin imprimar, en su estilo suelto y espontáneo característico.
Wylie fue uno de los siete finalistas del Premio Threadneedle 2009, y uno de los ganadores del Premio Paul Hamlyn 2011 de Artes Visuales.
En 2010, Wylie fue la única artista no estadounidense representada en la exposición Women to Watch en el Museo Nacional de Mujeres Artistas, en Washington D. C.. En 2012, tuvo una retrospectiva en la Galería de Arte Jerwood, Hastings, seguida en 2013 por una exposición en Tate Britain de Londres, en la que presentó trabajos recientes.
En septiembre de 2014, ganó el Premio de Pintura John Moores. En febrero de 2015 se convirtió en miembro de la Royal Academy of Arts. En junio del mismo año, ganó el Premio Charles Wollaston al "trabajo más distinguido" en la Exposición de Verano de la Royal Academy.
Ha sido invitada a conocer y hablar con estudiantes en la serie de artistas significativos 'Artistas Promenades' en el Royal College of Art y dar charlas sobre su trabajo en Slade School of Fine Art, Goldsmiths, Wimbledon College of Art, The Royal Academy Schools, The Royal Drawing Escuela, John Moores Liverpool, ICA y Tate Britain. Wylie tiene trabajo en colecciones privadas y públicas, incluidas Tate Britain, Arts Council Collection, Jerwood Foundation, Hammer Collection y York City Art Gallery. En 2016 Rose Wylie: Pink Girls, Yellow curls se celebró en la Städtische Galerie, Wolfsburg, y también tuvo una exposición individual en la Galería Douglas Hyde en Dublín.